# Оборонительные сооружения Котора

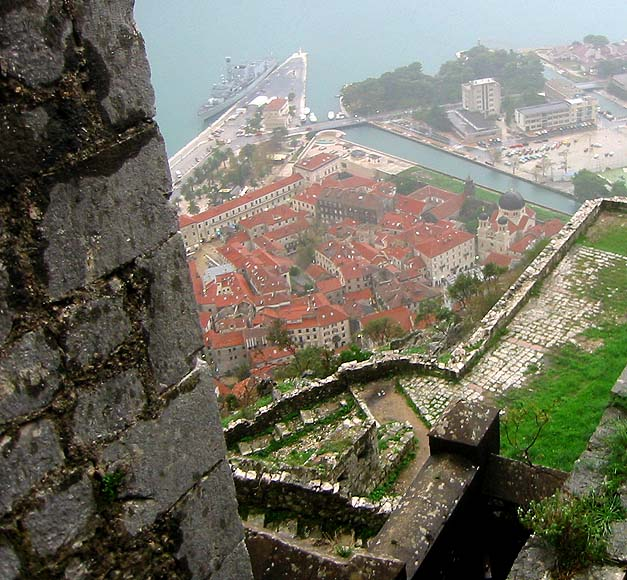
Вид на старый Котор c городских стен.

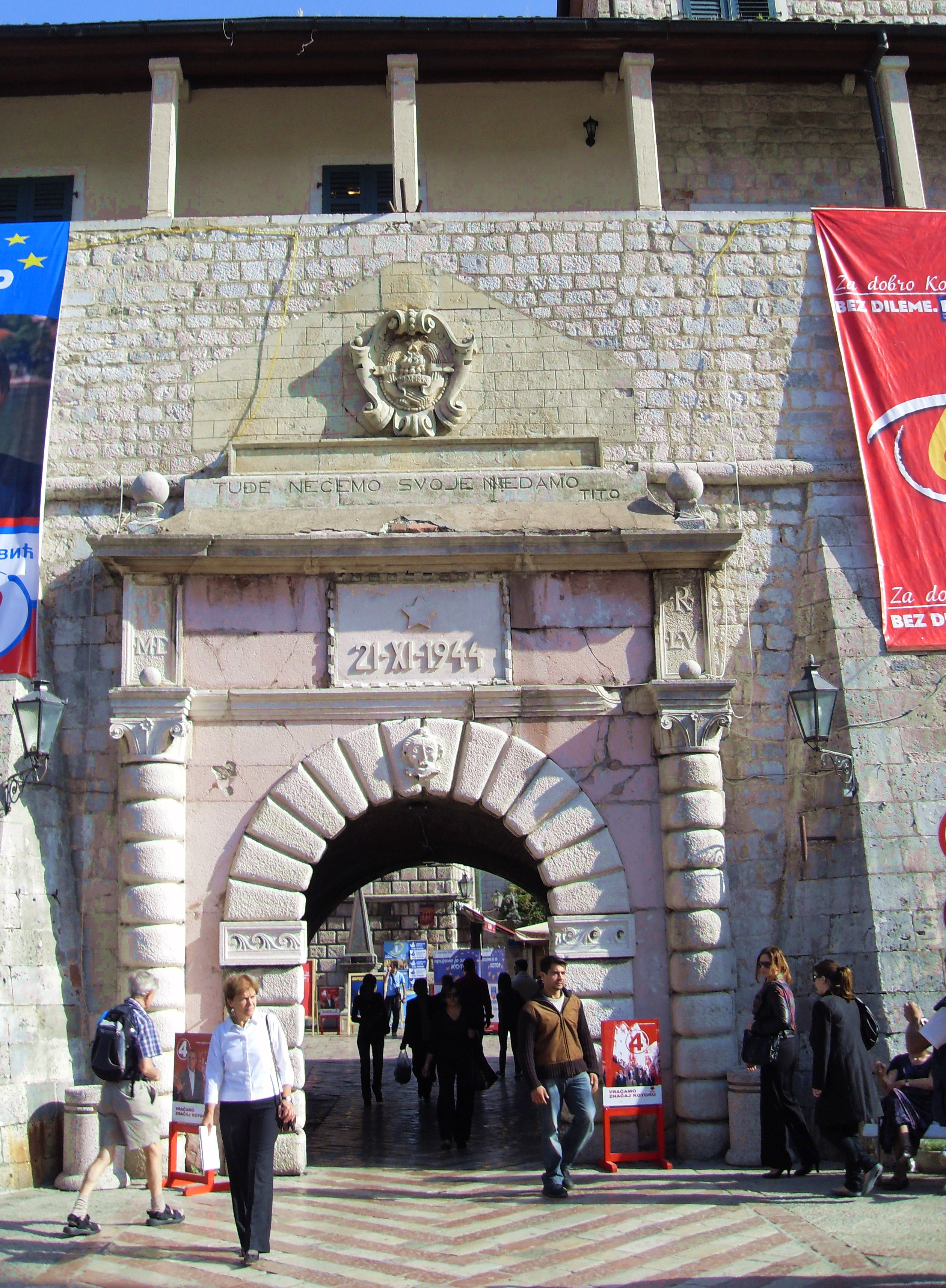
Морские ворота, главный вход в старый город.

Оборонительные сооружения Котора (серб. Которска тврђава, итал. Fortificazioni di Cattaro) — это интегрированная историческая фортификационная система, защищавшая средневековый город Котор (тогда его называли «Cattaro la veneziana»), содержащая городские стены, башни, цитадели, ворота, бастионы, форты, цистерны, замок и вспомогательные здания и сооружения. Они включают военную архитектуру, главным образом, Венеции, но также немного Иллирии, Византии и Австрии. Вместе со старым городом и его природным окружением укрепления были внесены в список объектов всемирного наследия 1979 года под названием Природный и культурно-исторический район Котор и является единственным подобным местом культурного значения в Черногории.

## История
Вершина горы Святого Джона уже была укреплена в иллирийские времена. В 6 веке император Юстиниан I реконструировал крепость. С отступлением византийцев, несмотря на многочисленные набеги, была достигнута определенная независимость, но это не оказало сильного влияния на укрепление. Это изменилось, когда в 1420 году тогдашняя независимая Республика Каттаро (одна из неолатинских далматинских городов-государств) уступила венецианскому правлению.
Как часть Венецианской Албании укрепления получили современную структуру. За это время произошли две успешные османские осады с последующими оккупациями, 1538–1571 и 1657–1699. В 1797 году укрепления перешли к монархии Габсбургов по договору Кампо-Формио. В 1805 году Котор (тогда называемый Каттаро) был передан к государству-клиенту Французской империи, наполеоновскому Королевству Италии по Прессбургскому договору, но оккупирован русскими войсками под командованием Дмитрия Сенявина, пока они не ушли после Тильзитского договора в 1807 году. Три года спустя они были включены в состав Иллирийских провинций Французской империи. На укрепления города напал британский военно-морской капитан Уильям Хосте со своим кораблем HMS Bacchante (38 орудий). В «невоенной манере» он вытащил пушку своего корабля на позиции над фортом, используя блоки и снасти, и начал обстрел. После десятидневной осады у французского гарнизона не было другого выхода, и 5 января 1814 года он сдался.
За Венским конгрессом Котор был возвращен в Австрийскую империю. После их поражения в Первой мировой войне австрийцы ушли и крепость больше не была населена. Во время Второй мировой войны Котор был оккупирован силами Стран «Оси» и входил в губернаторство Далмации. Немецкие войска оккупировали город в сентябре 1943 года: он был освобожден 21 ноября 1944 года, эта дата отмечена над Морскими воротами.
Сильные землетрясения, повредившие укрепления, произошли в 1563, 1667 годах, а совсем недавно – 15 апреля 1979 года.

## Описание

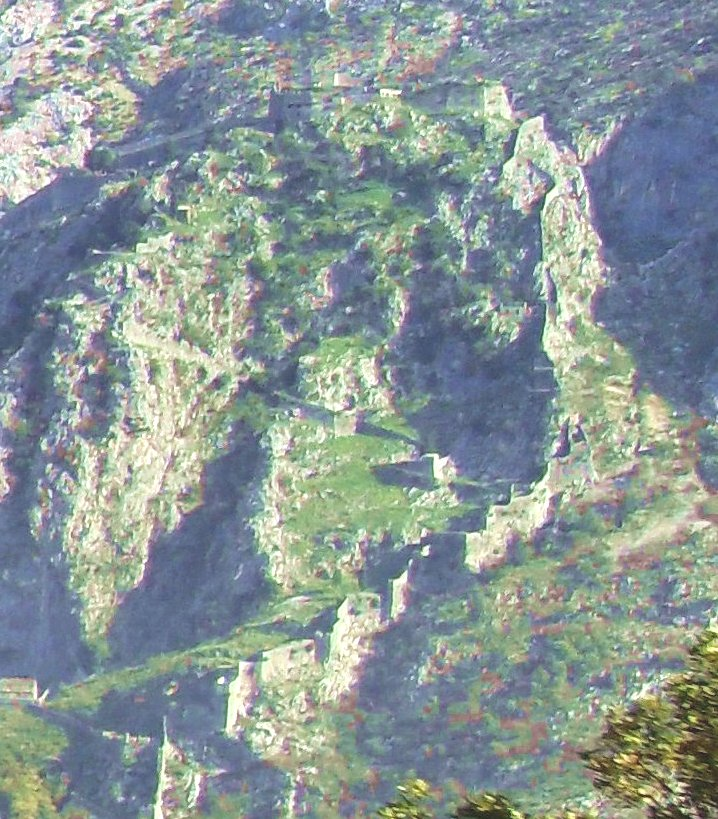
Замок Святого Джона (Сан-Джованни) и западная стена холма.

Средневековая часть города Котор расположена на треугольном кусочке земли, граничащем с самой большой внутренней частью Которского залива на юго-западной стороне, рекой Скурдой на север и горой Святого Джона (Сан-Джованни) в сторону востока. Городские стены защищают город с северной и юго-западной стороны, со стороны воды. Стены укреплены бастионами, наиболее заметны башня Кампана и цитадель (13-14 века) вблизи точки, где река заходит в бухту. Рядом с ним находятся Морские ворота (также Главные ворота) 1555 года, обеспечивающие доступ из залива, двое других ворот в город - это Речные ворота (также Северные ворота) 1540 года с близлежащим бастионом Бембо 1540 года и Гурдикские ворота ( также Южные ворота), последний много раз модифицировался и был укреплен Гурдским бастионом с 1470 года. Бастион Бембо был преобразован в открытый театр. Присутствовали еще двое ворот, одни замурованы к югу от Морских ворот, другие, Спилярские ворота, в городских стенах склона холма по направлению к старой дороге в Цетине. От бастионов Бембо и Гурдских бастионов стены поднимаются на вершину горы Святого Джона, укрепляющую город. Городские стены имеют позиции в разных точках; внутри них – сеть коммуникаций, а также дополнительные здания, включая церковь Здоровья Богоматери 1518 года. На вершине горы находится замок Сан-Джованни на высоте 280 метров, возвышающийся над восточной бухтой, системой укреплений и городом. За замковой горой населенная и горная сельская местность поднимается к Ловчену. Окружность наружной стены 4.5 км, толщина от 2 до 16 м и высота до 20м.

## Сохранение
Землетрясение 1979 года повредило большую часть зданий в Которе, включая укрепления. Место было внесено в Список всемирного наследия того же года, а также в Перечень объектов Всемирного наследия, находящийся в опасности. Последнее было снято позже в 2003 году, однако большинство обновлений проходили в старом городе. Укрепления являются наиболее важным аспектом объекта всемирного наследия[5], и хотя они содержат элементы разных эпох, именно венецианцы построили большую часть нынешних сооружений. Монумент является одним из важнейших примеров оборонной венецианской военной архитектуры. В 2001 году Международный совет по сохранению памятников и достопримечательных мест призвал к возрождению крепости. Европейская комиссия заинтересовалась укреплением не только из-за его культурного значения, но и для поддержания и развития его как ресурса для туризма, важной части местной экономики. Отсутствие содержания, эрозии, землетрясения и растительность способствовали ее постоянному ухудшению. Было предложено восстановить валы склона холма и города, отремонтировать башни и смотровые пункты, пешеходные дорожки и сооружения для ремонта фортификационного комплекса и использования его экономического потенциала.

## Галерея

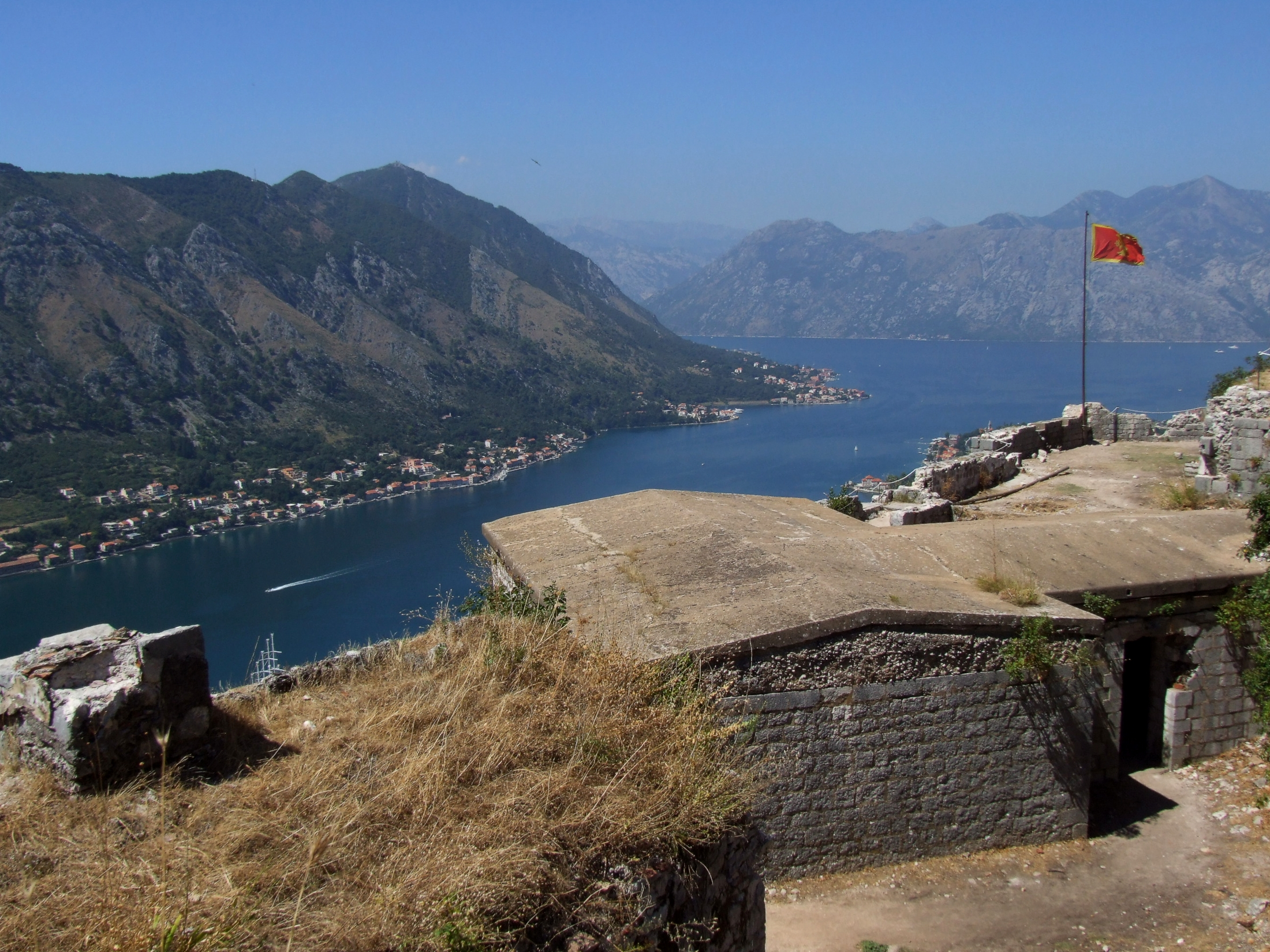
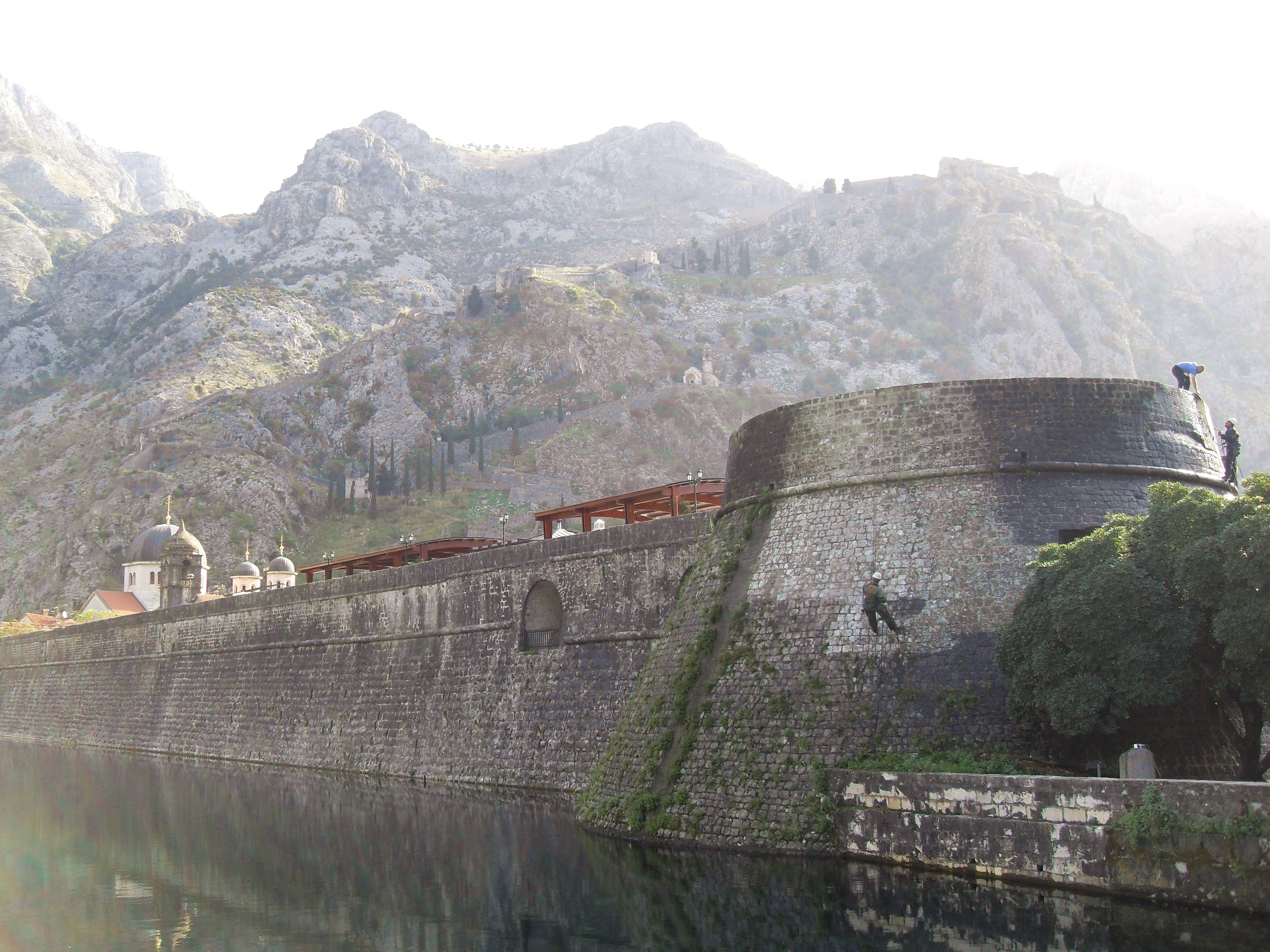
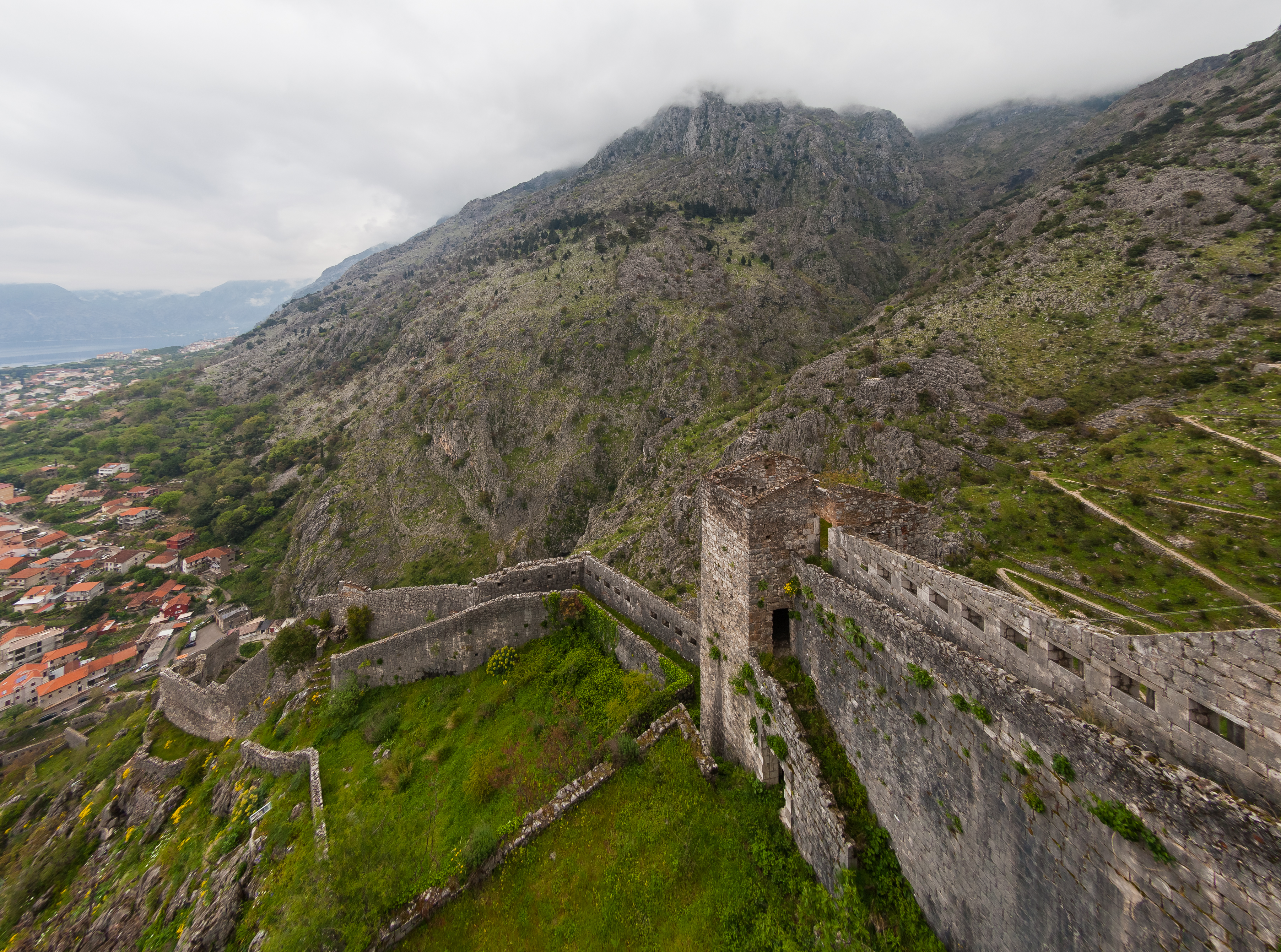
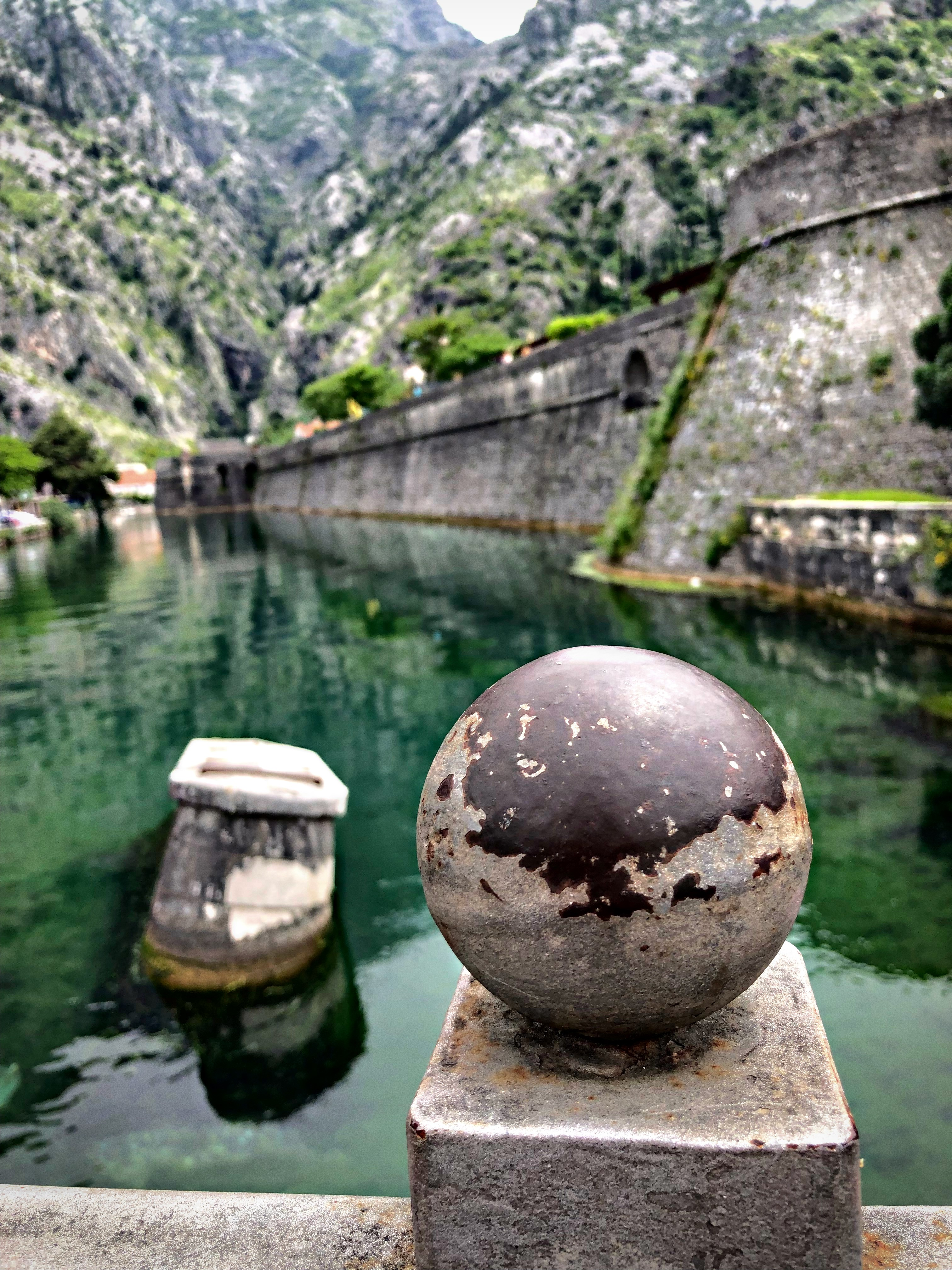